# Mark E. Smith
Mark Edward Smith (Salford, 5 de março de 1957 - Prestwich, 24 de janeiro de 2018) foi um cantor, compositor e instrumentista britânico. Foi vocalista e único integrante que constou em todas as formações da banda The Fall, ícone do punk rock da cidade de Manchester.
Estando à frente da banda desde quando fundou, em 1976, após assistir a uma apresentação da banda Sex Pistols em Manchester. A banda sofreu constantes mudanças de formação e, por um breve período, Mark foi casado com a então guitarrista do grupo, Brix Smith. Em seus 42 anos de existência, lançaram 32 álbuns de estúdio e vários singles e EPs. O último disco lançado pela banda foi New Facts Emerge, de 2017.
Mark sofria problemas respiratórios, tendo que ser hospitalizado em 2017, cancelando uma turnê nos Estados Unidos. Um dos trabalhos realizados nos últimos anos foi uma participação, em 2010, no projeto de Damon Albarn, do Blur, o grupo virtual Gorillaz.